# 白川文造
白川 文造（しらかわ ぶんぞう、1936年（昭和11年）9月11日 - ）は、日本の実業家、テレビドラマのプロデューサー。ビーエスフジ（BSフジ）社長、鹿児島テレビ放送副社長を務めた。

## 来歴・人物
香川県観音寺市出身。香川県立観音寺第一高等学校、東京大学文学部西洋史学科卒業。
1962年（昭和37年）東京大学卒業後、フジテレビジョン入社。編成局に勤務し、『鉄腕アトム』 『鉄人28号』 『夜のヒットスタジオ』 『北の国から』 など数多くのヒット番組の編成・企画・プロデュースに携わる。
1981年（昭和56年）10月9日、『北の国から』の第1話が放映される。初回視聴率16.4％、最終回は21.0％を獲得した。視聴者からの反響は絶大で、以後20年間で8本のスペシャルが放送される国民的ドラマとなった。
1992年（平成4年）6月、取締役に選任され、1995年（平成7年）6月、鹿児島テレビ放送副社長に転じる。　　
1998年（平成10年）12月、ビーエスフジ社長に就任。
2006年（平成18年）12月、香川県観音寺市の依頼により旧1市2町合併記念事業の一つとして、新観音寺市を全国に紹介する 『わが青春の観音寺』 のテレビ番組を制作。本市出身の直木賞作家芦原すなおの小説「青春デンデケデケデケ」の追想など、さまざまな青春物語が、ドキュメンタリー形式で描かれている。

## 略歴
- 1962年（昭和37年）3月

　　東京大学文学部西洋史学科卒業
- 1962年（昭和37年）4月

　　フジテレビジョン入社　編成局編成部勤務、1986年（昭和61年）まで数多くのTV番組編成、企画、プロデュースを担当
- 1980年（昭和55年）6月

　　編成部副部長。第2の開局の編成及び企画全般を担当
- 1986年（昭和61年）6月

　　総合開発室長。新規事業及び、ニューメディア部門担当
- 1992年（平成4年）6月

　　同社 取締役
- 1993年（平成5年）6月

　　ネットワーク(フジテレビ系列)の担当取締役兼ねてニューメディア部門も担当
- 1995年（平成7年）6月

　　同社 取締役退任、鹿児島テレビ放送 副社長
- 1998年（平成10年）6月

　　鹿児島テレビ放送 副社長退任、同社 顧問に就任
- 1998年（平成10年）12月

　　ビーエスフジ 代表取締役社長
- 1999年（平成11年）6月

　　フジテレビジョン 取締役
- 2003年（平成15年）6月

　　ビーエスフジ 代表取締役会長、フジテレビジョン 取締役退任
- 2005年（平成17年）～

　　ビーエスフジ 取締役相談役

## 編成部時代の主な担当作品
- 1963年（昭和38年）

　　『鉄腕アトム』 『三匹の侍』
- 1964年（昭和39年）

　　『新春ポピュラー歌手かくし芸大会』
- 1966年（昭和41年）

　　『若者たち』 『ママとあそぼう！　ピンポンパン』
- 1967年（昭和42年）

　　『テレビ　グランドスペシャル』
- 1968年（昭和43年）

　　『ゲゲゲの鬼太郎』 『男はつらいよ』
- 1969年（昭和44年）

　　『スター千一夜』（この1年間のみ制作部所属）
- 1970年（昭和45年）

　　『水曜劇場』 『おんぶにだっこ』
- 1971年（昭和46年）

　　『ママとあそぼう！　ピンポンパン』第2期 『おらんだ左近事件帖』
- 1972年（昭和47年）

　　『水曜劇場』 『下町かあさん』 『かあさんの四季』
- 1973年（昭和48年）

　　『ぶらり信兵衛・道場破り』
- 1974年（昭和49年）

　　『6羽のかもめ』
- 1981年（昭和56年）

　　『北の国から』